# Tontosauri
I Tontosauri (The Terrible Thunderlizards) è una serie televisiva a cartoni animati prodotta do Fox Kids e creata da Savage Steve Holland e Bill Kopp come spin off di Fl-eek Stravaganza. La proprietà della serie passò alla Disney nel 2001, quando la Disney acquisì Fox Kids Worldwide.

## I Tontosauri
La serie venne trasmessa per la prima volta in Canada e negli Stati Uniti nel 1993, assieme agli episodi di Fl-eek Stravaganza. Fu prodotta dagli studi Nelvana e Fox Kids in collaborazione con Savage Studios Ltd. La sigla è stata composta da Dee Snider dei Twisted Sister.
La serie racconta le disavventure di un trio di dinosauri mercenari rilasciati dal carcere con la missione di eliminare i primi due esseri umani, per impedire loro di evolversi e soppiantare i rettili. Nonostante le loro dimensioni e la relativa stupidità dei bersagli, i tre non riescono mai a completare la missione, provocando anzi ingenti e comici danni alla loro Jurassic City.

## Personaggi

### Doc Tari
Doc è il capo del trio, un Parasaurolophus con un con cavo sulla testa dal quale estrae diversi congegni, tra cui una sega circolare. È anche l'addetto alle comunicazioni col campo base. Si tratta del più sveglio della squadra durante le missioni, ed è lui in genere a salvare Squat e Kutter dai guai. Il doppiatore originale è Savage Steve Holland, che si è ispirato ad Arnold Schwarzenegger del film Commando. Il suo motto è "Muoviamoci!"

### Kutter
Day Z. Kutter (gioco di parole per daisycutter) è uno Stiracosauro, ma viene spesso confuso con un Triceratopo. È il secondo nella linea di comando, così come per intelligenza. Indossa una maglietta col teschio ed è abile nella lotta con i coltelli. Il doppiatore originale è Bill Kopp.

### Squat
Bo Diddly Squat è un teropode verde mela, il più imbranato del gruppo, che viene spesso offerto volontario per le missioni pericolose. In genere è lui a combinare i pasticci più grossi, ma è molto abile con le armi da fuoco. I due doppiatori originali sono stati Jason Priestly e Corey Feldman.

### Generale Galapagos
Si tratta di un grande Tirannosauro verde che indossa una divisa da generale blu con quattro stellette sul cappello. Essendo il responsabile della missione, viene costantemente rimproverato dallo stato maggiore per i fallimenti dei Tontosauri, e altrettanto costantemente sfoga la sua rabbia su di loro. Ha una moglie ed un figlio, che un giorno catturerà per caso i due umani. Alle sue dipendenze lavorano anche i due scienziati che progettano le armi segrete del plotone.

### Mr. T-Rex
Anch'egli un Tirannosauro, è l'elemento migliore del reggimento del Generale Galapagos. Si tratta di una parodia di Mr. T, da cui è anche doppiato, in particolare Clubber Lang di Rocky III e B.A. Baracus di A-Team. Il suo carattere deciso ed irruente lo porta spesso in contrasto coi Tontosauri, che però lo salvano dai pericoli in cui lo mette la sua temerarietà. Nel corso della serie introdurrà due sue reclute: Nate, un Velociraptor armato di canna di bambù che pratica le arti marziali parodiando Bruce Lee, ed El Gordo, un Ceratosauro convinto di poter sparire alla vista mimetizzandosi con un fiore in testa.

### Bill & Scooter
Sono i due  primi Homini Sapiens (Homo Sapiens) mai comparsi sulla Terra, la cui evoluzione comporterà l'annientamento dei dinosauri.
Scooter è un cavernicolo gaudente con la mania delle invenzioni. Le sue creazioni in genere precorrono i tempi di millenni, portando a risultati come l'automobile senza la ruota, il televisore senza elettricità od il pedale del freno senza il freno. Nella serie originale è doppiato da Curtis Armstrong.
La cavia, e spesso vittima, delle idee di Scooter è il suo amico Bill, più alto e magro del compagno. Si tratta di un tipo nevrotico ed irritabile, alla ricerca di una tranquillità bucolica che non riesce mai ad ottenere. Il suo nemico giurato è una lumaca gigante che gli succhia regolarmente il cervello. La sua frase tipica è un esasperato "Quanto dovrò soffrire, ancora?".

### Gli Skelesauri
Si tratta di una razza di dinosauri Zombi di cui restano solo gli occhi e lo scheletro, che indossano mantelli neri col cappuccio. Vivono nella Zona X, temuta dai dinosauri ed ovviamente segnalata dal cartello "Benvenuti nella Zona X". Sono i veri cattivi della serie, il loro scopo è annientare Jurassik City ed impadronirsi della Terra, obiettivi costantemente vanificati dai Tontosauri, più che altro per caso. Il loro malvagio boss è Thugo, caratterizzato da denti affilati ed un'insopportabile vanità, che lo porta a dedicare la maggior parte dei suoi sforzi a migliorare il suo aspetto piuttosto che a sconfiggere i nemici. Lo accompagna sempre un codazzo di Skelesauri ai quali, durante le uscite di scena, impartisce ordini assurdi come eseguirgli la manicure o aiutarlo a scegliere una moquette che s'intoni alle tende nuove. Il suo luogotenente è Biff, un tipo effeminato ed appassionato di fiori caratterizzato dai denti storti.

## Equipaggiamento
I Tontosauri combattono le loro battaglie armati di mitragliatrici che sparano api assassine, così come i bazooka e le granate a mano. Si tratta di armi pericolose anche per gli Skelesauri, nonostante siano solo ossa, ma spesso finiscono per ritorcersi contro il trio. A parte la mancanza di polvere da sparo, i dinosauri sembrano essere dotati di tutte le tecnologie del nostro tempo. Il loro mezzo più usato è un aeroplano a forma di Pterodattilo, dal quale vengono paracadutati nella giungla dove vivono Bill e Scooter. Talvolta si muovono a bordo di un elicottero. Tra le loro armi segrete vi è anche la prima donna della storia, creata dai loro laboratori affinché i due umani si autodistruggano lottando per lei. Sfortunatamente questa sfugge al controllo dei rettili, e diventerà un'altra nemica da eliminare. Al contrario di Scooter, le sue invenzioni sono utili, ma forse altrettanto pericolose.

## Frase
La frase dei Tontosauri è "I Tontosauri sono i migliori".